# 特雷比亞河戰役
特雷比亚河战役（Proelium Trebianum），是以汉尼拔为首的迦太基军队，和以塞姆普羅尼烏斯为首的罗马军队，在前218年冬至进行的一场战役，也是第二次布匿战争中的第一场大型战役。罗马军队在这场战役中，承受了大量损失。不过，也有一部分的罗马军队，在战役中取得了胜利，凯旋回到皮亚琴察。汉尼拔在战役中，以谨慎、创新的战术，使得迦太基军队取得了胜利。反观他的对手塞姆普羅尼烏斯·隆古斯，行事鲁莽、目光短浅，未能看出汉尼拔在用计引他进入包围圈，使得罗马军队最终战败。
这场战役在皮亚琴察省特雷比亚河左岸进行，战役就是以这条河流为名。战场的确切位置，今人并不清楚。不过，大部分人都认为，战场是在艾米利亚大道附近的。也有人认为，战役是在罗托夫雷诺进行的。

## 前奏

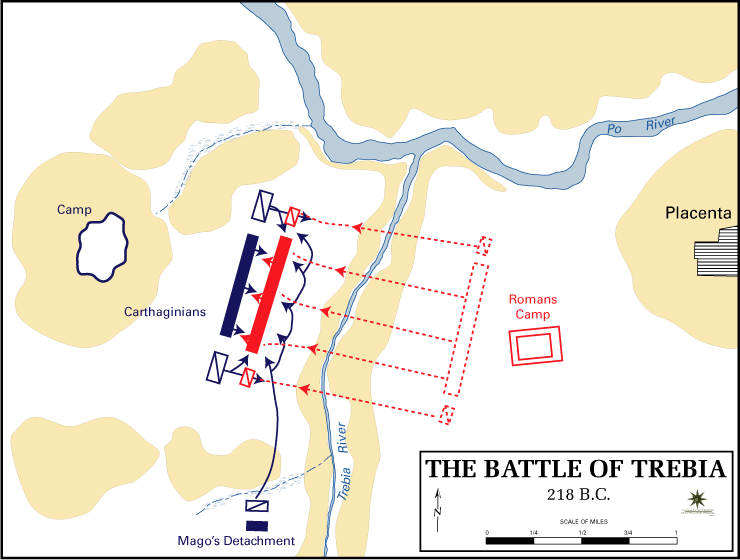
特雷比亞河会战示意图

### 汉尼拔抵达
前219年，汉尼拔率军攻打和罗马结盟的城市萨贡托，引发了第二次布匿战争。攻陷萨贡托后，他带兵开往意大利。汉尼拔的军队在越过代表迦太基、罗马两国国界的埃布羅河之前，有士兵102,000人，战象若干头。他的大军在翻越阿尔卑斯山时，损失了大半人马，剩下士兵26,000人。汉尼拔的军队抵达意大利半岛后，在提契诺河一带，和西庇阿之父普布利乌斯·科尔内利乌斯·西庇阿的军队交战，取得了胜利。战后，高卢和迦太基结盟，他的军队加入了不少高卢士兵，人数上升到90,000人。汉尼拔的军队要对付罗马军队，可谓綽綽有餘。而且，他还有山南高卢人助战、支援。

### 塞姆普羅尼烏斯·隆古斯抵达
罗马元老院得知迦太基军队大败罗马军队之后，命令驻守西西里的执政官塞姆普羅尼烏斯·隆古斯增援普布利乌斯·科尔内利乌斯·西庇阿。但塞姆普羅尼烏斯并不知道，负伤的西庇阿在提基努斯河會戰之后，已经撤往了罗马殖民地皮亚琴察。在提基努斯河會戰之后，一直不满罗马人向自己国家殖民的高卢人，在汉尼拔的唆摆之下，加入了迦太基一方，与罗马人作战。汉尼拔驻扎的平原就在西庇阿驻扎的山丘下面。两军都没有完全控制皮亚琴察。
塞姆普羅尼烏斯接到元老院的命令时，身处西西里利利巴厄姆（Lilybaeum，今马尔萨拉）。他解散了人马，不过要求他们在波河南面的里米尼重新集合。解散人马后，塞姆普羅尼烏斯独自一人，沿着当时仍未建成的艾米利亚大道，向皮亚琴察前进。12月初，他之前解散的两个军团，在皮亚琴察重新集结。塞姆普羅尼烏斯并未在城市停留，第一个原因是城市的堡垒，已经被汉尼拔的努米底亞骑兵焚毁，第二个原因是焚毁堡垒的骑兵，此时还在城市南面驻扎。这些骑兵驻扎的位置，和一个多月前汉尼拔大军驻扎的位置十分接近 - 甚至可能和汉尼拔大军之前驻扎的位置相同。很明显，汉尼拔为了追击西庇阿，已经渡过了特雷比亚河，在河流左岸扎营。

### 占领Clastidium
高卢人的补给，并不够汉尼拔的大军使用。所以，他还要向占领地区的人民征收补给。汉尼拔的行为，无疑为当地人民加上了沉重负担，他所得到的补给，也日渐减少。他因此决定，占领Clastidium（今卡斯泰焦），抢夺罗马人在当地的粮仓。汉尼拔不能重复先前走过的路线。他通过賄賂驻军指挥官Dasius Brundisius，兵不血刃地占领了Clastidium。汉尼拔在占领Clastidium后，按照先前的承诺，善待当地驻军。

## 戰時

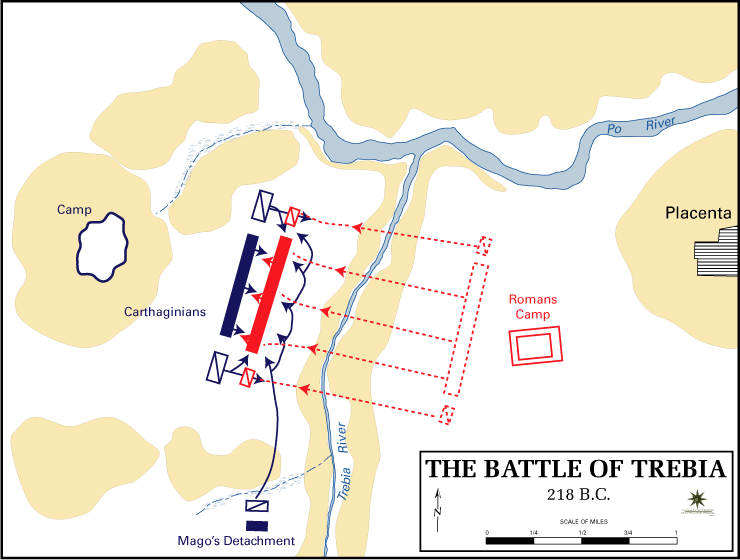
特拉比亞河戰役

當年十二月，兩軍在特雷比亚河畔展開決戰，漢尼拔充分展現了他過人的軍事天才，運用騎兵騷擾羅馬軍營，誘使急躁的塞姆普羅紐斯下令全軍出擊，進入漢尼拔設下的陷阱。在雙方正面交鋒得如火如荼之際，迦太基伏兵從埋伏之處湧出，突襲羅馬軍側翼。羅馬兵潰不成軍，全軍傷亡超過三分之一。